# Proopiomelanokortin
Proopiomelanokortin (POMC) je prekurzorni polipeptid sa 241 aminokiselinska ostatka. POMC se formira iz 285 aminokiselina dugog polipeptidnog prekurzora, „pre-proopiomelanokortina“ (pre-POMC), odvajanjem 44 aminokiseline dugog signalnog peptida tokom translacije.
POMC gen je lociran na hromozomu . POMC gen je izražen na anteriornim i intermedijanim režnjevima hipofize. Ovaj gen kodira 285 aminokiselina dug polipeptidni hormonski prekurzor koji podleže ekstenzivnom, za tkivo specifičnom, posttranslacionom procesovanju putem razlaga enzimima sličnim suptilizinu poznatim kao prohormonske konvertaze. Kodirani protein se sintetiše uglavnom u kortikotrofnim ćeljama anteriorne hipofize, gde se koriste četiri mesta presecanja. Glavni produkti su adrenokortikotropni hormon (ACTH), koji je esencijalan za steroidogenezu i održavanje normalne adrenalne težine, i β-lipotropin. Međutim, postoji najmanje osam potencijalnih mesta presecanja unutar polipeptidnog prekurzora i u zavisnosti od tipa tkiva i dostupnih konvertaza, mogu se formirati mnogi drugi biološki aktivni peptidi koji učestvuju u različitim ćelijskim funkcijama. Mesta presecanja se sastoje od sekvenci, Arg-Lys, Lys-Arg ili Lys-Lys. Enzimi odgovorni za obradu POMC peptida su prohormonska konvertaza 1 (PC1), prohormonska konvertaza 2 (PC2), karboksipeptidaza E (CPE), peptidil α-amidarajuća monooksigenaza (PAM), N-acetiltrasferaza (N-AT), i prolilkarboksipeptidaza (PRCP).
POMC obrada obuhvata glikozilaciju, acetilaciju, i ekstenzivno proteolitičko razlaganje na mestima koja sadrže regione baznih sekvenci. Međutim, proteaze koje prepoznaju ta mesta razlaganja su specifična za pojedina tkiva. U nekim tkivima, uključujući hipotalamus, posteljicu, i epitelsko tkivo, sva mesta razlaganja mogu da budu korištena, čime se formiraju peptidi koji učestvuju u homeostazi bola i energije, stimulaciji melanocita, i imunskoj modulaciji. To obuhvata nekoliko distinktnih melanotropina, lipotropina, i endorfina koji su sadržani unutar adrenokortikotrofinskih i β-lipotropinskih peptida.
Mutacije ovog gena su asocirane sa ranim početkom gojaznosti, adrenalne insuficijencije, i pigmentacijom crvene kose. Alternativno splajsovane transkriptne varijante koje kodiraju isti protein su poznate.

## Literatura
- Millington GW (maj 2006). „Proopiomelanocortin (POMC): the cutaneous roles of its melanocortin products and receptors”. Clin. Exp. Dermatol. 31 (3): 407—12. PMID 16681590. doi:10.1111/j.1365-2230.2006.02128.x.
- Millington GW (2007). „The role of proopiomelanocortin (POMC) neurones in feeding behaviour”. Nutr Metab (Lond). 4: 18. PMC 2018708 . PMID 17764572. doi:10.1186/1743-7075-4-18.
- Bhardwaj RS, Luger TA (1995). „Proopiomelanocortin production by epidermal cells: evidence for an immune neuroendocrine network in the epidermis”. Arch. Dermatol. Res. 287 (1): 85—90. PMID 7726641. doi:10.1007/BF00370724.
- Raffin-Sanson ML, de Keyzer Y, Bertagna X (2003). „Proopiomelanocortin, a polypeptide precursor with multiple functions: from physiology to pathological conditions”. Eur. J. Endocrinol. 149 (2): 79—90. PMID 12887283. doi:10.1530/eje.0.1490079.
- Dores RM, Lecaude S (2005). „Trends in the evolution of the proopiomelanocortin gene”. Gen. Comp. Endocrinol. 142 (1–2): 81—93. PMID 15862552. doi:10.1016/j.ygcen.2005.02.003.
- König S, Luger TA, Scholzen TE (2006). „Monitoring neuropeptide-specific proteases: processing of the proopiomelanocortin peptides adrenocorticotropin and alpha-melanocyte-stimulating hormone in the skin”. Exp. Dermatol. 15 (10): 751—61. PMID 16984256. doi:10.1111/j.1600-0625.2006.00472.x.
- Farooqi S, O'Rahilly S (2007). „Genetics of obesity in humans”. Endocr. Rev. 27 (7): 710—18. PMID 17122358. doi:10.1210/er.2006-0040.

## Spoljašnje veze
- Pro-Opiomelanocortin на 